# Luke McCown
Pour les articles homonymes, voir McCown.
(en) Statistiques sur pro-football-reference
Lucas Patrick McCown (né le 12 juillet 1981 à Jacksonville) est un joueur américain de football américain. 

## Enfance
McCown fait ses études à la Jacksonville High School où il joue au football américain et au basket-ball. Avec l'équipe de basket, il est parmi un des meilleurs joueurs du district et du Texas de l'Est (All-East Texas).

## Carrière

### Université
Il entre à l'université de Louisiana Tech et joue pour l'équipe de football américain des Bulldogs.

### Professionnel
Luke McCown est sélectionné au quatrième tour du draft de la NFL de 2004 par les Browns de Cleveland au 106e choix. Il joue ses quatre premiers matchs en professionnel lors de la saison 2004 mais ses matchs se soldent par des défaites. Après la saison, il est échangé aux Buccaneers de Tampa Bay le week-end du draft 2005.
Lors de la treizième semaine de la saison 2007, McCown réalise son meilleur match en parcourant 313 yards à la passe et deux passes pour touchdown après avoir remplacé Jeff Garcia. La semaine suivante, il est titulaire contre les Texans de Houston réussi vingt-cinq passes sur trente-huit pour 266 yards mais une défaite.
Le 5 septembre 2009, il est échangé aux Jaguars de Jacksonville contre un choix des Saints au draft de 2010. Lors des saisons 2009 et 2010, il est le remplaçant de David Garrard. Le 6 septembre 2011, il est annoncé comme titulaire pour l'ouverture de la saison et réussi pour le premier match de la saison dix-sept passes sur vingt-quatre pour 175 yards. Il est finalement remplacé dès le 18 septembre par Blaine Gabbert, après avoir effectué contre les Jets de New-York le pire match d'un quarterback titulaire de la franchise, complétant juste six passes sur dix-neuf pour 59 yards, 4 interceptions et un rating de seulement 1.8.
À la fin de la saison 2011, il est libéré de son contrat. Le 29 août 2012, il signe chez les Falcons d'Atlanta. Le 1er avril 2013, il signe avec Saints de La Nouvelle-Orléans.

## Famille
Luke McCown a deux frères qui évolue eux aussi dans le monde du football américain. Josh McCown est quarterback lui aussi en NFL et Randy McCown a été quarterback pour l'université A&M du Texas.